# Brachymyrmex brevicornoeides
Brachymyrmex brevicornoeides är en myrart som beskrevs av Auguste-Henri Forel 1914. Brachymyrmex brevicornoeides ingår i släktet Brachymyrmex och familjen myror. Inga underarter finns listade.